# Temizhbeksi
Temizhbeksi (del ruso: Темижбекский) es un posiólok del raión de Novoalensándrovsk del krai de Stávropol. Está situado muy próximo al nacimiento del río Chelbas, pocos kilómetros al norte del curso del Kubán, 14 km al oeste de Novoleksándrovsk y 79 al noroeste de Stávropol, la capital del krai. Tenía 5 154 habitantes.
Es centro del selsovet Temizhbeksi, al que pertenecen las localidades Vostochni, Krasnokubanski, Oziorni, Slavenski, Yuzhni y Gankin.

## Historia
Su origen se remonta a la época de la colectivización en la Unión Soviética. Su nombre se deriva del topónimo de la vecina stanitsa Temizhbékskaya.

## Transporte
Cuenta con una estación de ferrocarril (Grigopolopiskaya) conectada a Kropotkin y Stávropol.